# Monte Oriamendi
El monte Oriamendi es un pequeño monte situado entre Hernani y San Sebastián, cuya cumbre de 195 metros de altitud se sitúa dentro del término municipal de San Sebastián. 

## Toponimia
El nombre Oriamendi es traducible del euskera como monte del Oria. El hecho de que desde la cumbre del Oriamendi, que domina el valle del Urumea, se vea también el vecino valle del río Oria se halla probablemente en el origen de su nombre.

## Historia
Antaño el Camino Real que iba de Madrid a Francia pasaba por Hernani, pero no por San Sebastián. En 1776 se construyó un ramal del mismo, que comunicaba Hernani y el Camino Real con San Sebastián, pasando cerca de la cumbre del Oriamendi, por el desde entonces conocido como Alto de Oriamendi. Aún hoy en día una carretera une ambas localidades pasando muy cerca de la cumbre de dicho monte. La avenida que llega desde el barrio donostiarra de Ayete hasta las inmediaciones del monte Oriamendi recibe desde 1976 también el nombre de Avenida de Oriamendi. 
A pesar de su escasa altitud, Oriamendi es un excelente mirador que domina la comarca de San Sebastián, razón por la cual constituyó un punto estratégico durante las guerras carlistas que asolaron el País Vasco durante el siglo XIX, tanto para defender o atacar la ciudad de San Sebastián desde su flanco sur o la de Hernani desde el norte. 
Hubo en el lugar una antigua ermita dedicada a San Juan Bautista que pertenecía de forma conjunta a las villas de Hernani y San Sebastián, ya que según dicen los cronistas la muga de ambas poblaciones pasaba por el altar. Con posterioridad se construyó una pequeña fortificación, que fue utilizada en la primera guerra carlista y reconstruida en 1875 durante la tercera guerra carlista. Se usó con fines bélicos por última vez durante la Guerra Civil de 1936. Aún hoy en día se conservan algunos restos de la misma.
El monte es principalmente conocido porque en sus inmediaciones tuvo lugar la batalla de Oriamendi, durante la primera guerra carlista (1837), la cual dio nombre al himno carlista, la Marcha de Oriamendi. 